# Faronta diffusa
Faronta diffusa là một loài bướm đêm trong họ Noctuidae.

## Hình ảnh

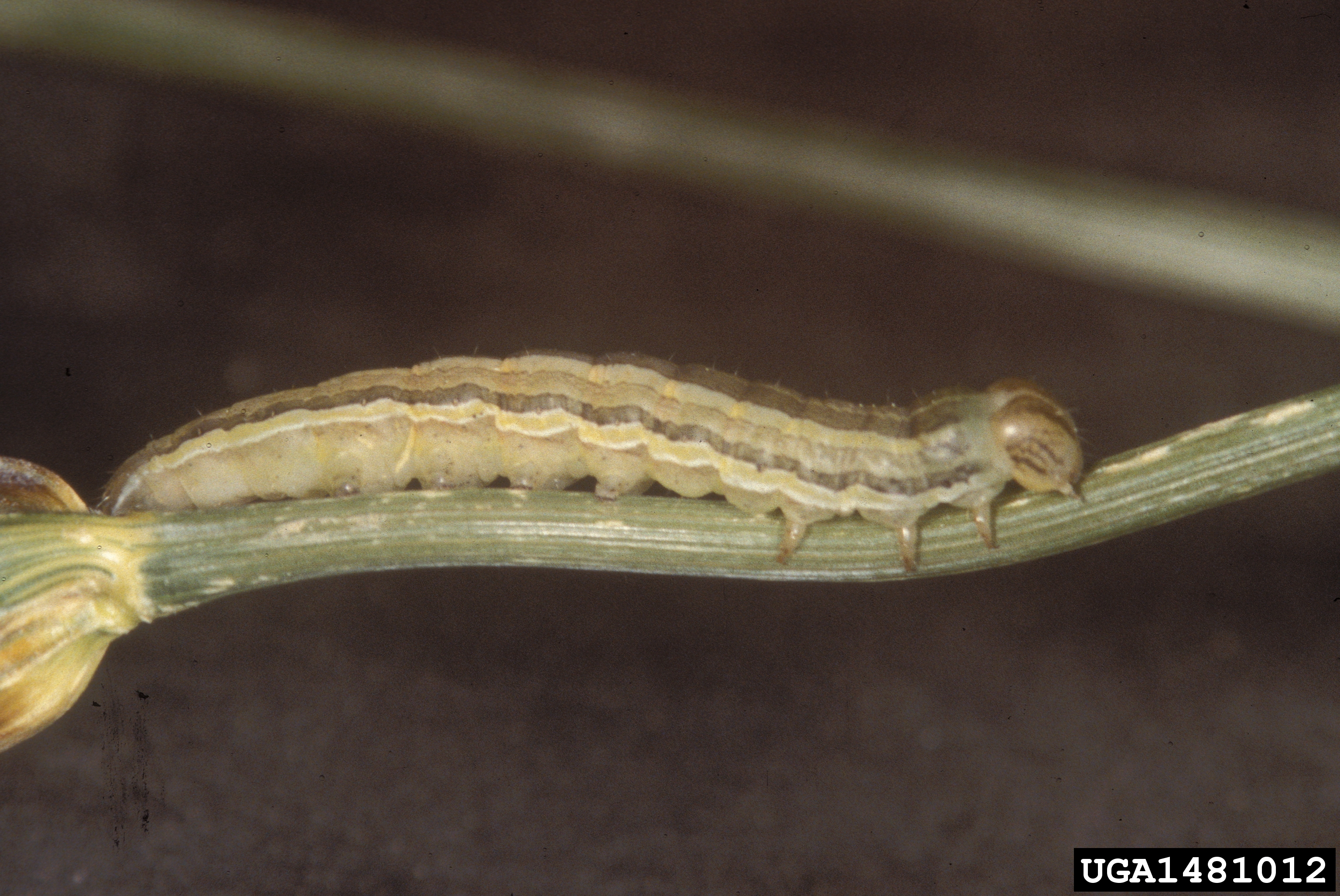